# Сугралинов, Данияр Саматович
Дания́р Сама́тович Суграли́нов (Юник, род. 2 декабря 1978 или 1978, Актюбинск) — казахстанский бизнесмен и писатель.

## Биография
Дания́р Сама́тович Суграли́нов родился 2 декабря 1978 года в городе Актюбинск (сейчас — Актобе), Казахстан. По национальности казах из рода Тама.
Окончил:
- Санкт-Петербургскую Государственную инженерно-экономическую академию и
- Высшую школу экономики (Москва).
- Учился в Открытой литературной школе Алматы[3].
- 2009 год — основал студию веб-дизайна Kaznetmedia[4];
  - студия неоднократно становилась призёром национальных интернет-премий и
  - получала награду, как «лучшая веб-студия Казахстана».
- Выпускник Открытой литературной школы Алматы по курсу «Проза» (2015—2017),
  - прошёл лабораторию драматургии под руководством Олжаса Жанайдарова (2017).
- 2019 год — учёба в «Университете Полных Парусов» (Full Sail University) во Флориде, США, на сценариста.

## Творчество
Данияр Сугралинов начал писа́ть в 2005 году. Язык произведений: русский; планируется английский.
Направления: ЛитРПГ, РеалРПГ, Фэнтези.
Популярные циклы: Level Up, Дисгардиум.

### Публикации
Публикации в литературных журналах «Москва» (август, 2013), «Нева» (декабрь, 2015), «Лиterraтура» (№ 185, август 2021).

#### «Кирпичи»
- 2005 год — написал получившую известность повесть «Кирпичи»;
  - повесть прочли более 3 миллиона человек,
  - Данияр стал «Лучшим автором-прозаиком 2005 года», по версии udaff.com[5].
- 2014 году — опубликовал продолжение своего дебютного произведения «Кирпичи 2.0».
  - «Кирпичи 2.0. Авторская редакция»[6]

### Общий обзор творческой деятельности
Писатель продолжил литературную деятельность, написав:
- «тетралогия „Level Up“»:
  - первые три книги серии были изданы в 2017—2018 годах:
- серия «Дисгардиум»
  - первая книга серии стала победителем конкурса LitRPG в 2018;

- Сборники рассказов:
  - «Буквы» (33 рассказа, по количеству букв в русском алфавите);

1. 2003 — «А хули?»
2. 2007 — «Баха и весна»
3. 2005 — «Блядство»
4. 2008 — «Вот счастье бы»…
5. 2007 — «Времена жизни»
6. 2007 — «Всё будет»…
7. ???? — «Всё относительно»
8. ???? — «Глобальные перемены»
9. 2007 — «Глупость человеческая»
10. 2004 — «Ебанат»
11. 2005 — «Жажда жизни»
12. 2004 — «Ирочка»
13. 2008 — «Когда тухнут мечты»
14. 2004 — «Мелочи жизни»
15. 2004 — «Нарви мне цветов»
16. 2008 — «Настоящий»
17. 2012 — «Необычайные приключения и переживания Виталика, рассказанные им в период депрессии»
18. 2006 — «Нет Бога, кроме»…
19. 2006 — «Оставь надежду»
20. 2007 — «Переписка»
21. 2006 — «Плевок в душу»
22. 2008 — «Помнить, но забыть»
23. 2008 — «С Новым годом»!
24. 2006 — «Саня»
25. 2004 — «Ставки сделаны»
26. 2010 — «Старик и пёс»
27. 2004 — «Счастье»
28. 2011 — «Счастья — всем»!
29. 2005 — «Такой же, как ты»
30. 2004 — «Треугольник»
31. 2004 — «Хоббит»
32. 2007 — «Шарашкина контора»
33. 2004 — «Это радует»

- «Осколки» (контркультурные рассказы);

- «Много знать»
- «Аслан идёт на х..»
- «Катюша»
- «Неразменный»
- «Быть мужиком»
- «Слава»
- «Раз и два»
- «Про Грека»
- «Спрос»
- «Сине-бело-голубые»
- «Про кота»
- «Рыбалка»
- «Он не узнает»
- «За сигаретами»
- «Фарид Такрарит»
- «Истории про Рому»
- «Приключения Гарика и Потного»
- «Фотограф»
- «Блог Толика»

- «Строки» (с осени 2015 по осень 2017 года);

1. «Нарака»
2. «Прибавь-ка ходу, машинист!»
3. «Испытатель»
4. «Имя его»
5. «Кто ты, тварь?»

...
- «Рассказы» — всего написано более 100 рассказов.

1. «Хороший день»
2. «Моя любовь и страсть Татьяна»
3. «Нарисованная баба»
4. «Прозрение»
5. «Помнить, но забыть»
6. «Сказка про зависть»
7. «Всё будет»
8. «В здоровом теле...»
9. «В одном поле»
10. «Как папа уехал в командировку»
11. «Саня», миниатюра.

...
- роман-трилогия «99 мир»:
- «Кирка тысячи атрибутов»
  - при переиздании практически полностью переписана; объём удвоен.

- «Мета-Игра. Пробуждение».
  - «пока зависла»; будет продолжена, но «у неё приоритет даже не в тройке».
  - продолжение ожидается не раньше, чем завершение «Level Up» или «99 мир».

#### «Level Up»
Level Up:
1. «Рестарт»
2. «Герой»
3. «Испытание»
  - «Хаген. Нокаут»
  - «Хаген. Нокаут 2» — в соавторстве с Максимом Лагно (Max Lagno).
4. «Селекция» — ожидается сразу после завершения серии «Дисгардиум»

#### «Дисгардиум»
Цикл «Дисгардиум» писатель начал в 2018 году.
1. «Дисгардиум. Угроза А-класса»
2. «Инициал Спящих»
3. «Чумной мор»
4. «Призыв Нергала»
5. «Священная война»
6. «Путь духа»
7. «Демонические игры»
  - «7.2. День свободы»
8. «Враг Преисподней»
9. «Во славу доминиона»!
10. «Явная угроза»
11. «Вне игры».
12. Дисгардиум-12 (2 тома).
  1. «Единство-1»
  2. «Единство-2»

#### «99 мир»
«99 мир».
Жанр — ЛитРПГ, «Попаданцы»:
1. 2020 — «Маджуро».
2. 2020 — «Север».
3. 2022 — «Дариус»

#### Другие проекты
- «Кирка 1000 атрибутов»
  - «Кирка 1000 атрибутов 2.0»[11] — удвоенный объём по сравнению с первым изданием; фактически — две книги (первый и второй тома).

- «Жатва душ»; жанр «зомби-РеалРПГ»:
  - «Остров мёртвых»;
    - в сеть выложена первая[12] книга.
    - Публикация состоялась 06.04.2022.

  - «Жатва душ», вторая книга.
    - на лето 2022 — о рабочем названии пока не известно.
    - 02.07.2022 — автор сообщил, что «В планах на этот год».
- Проект «Выживание»[13] — проект заброшен: ожидалось 10 глав, но вышла только одна.
- «Сидус. Вида своего первый» — космическая РеалРПГ с инопланетянами (рапторианцы, огья, вольтроны и все остальные…) — выкладывается летом 2022 года.

## Творческие планы
- «Крафтер»[когда?] — детская ЛитРПГ, по заказу[когда?] издательства «Детская литература».

### Экранизации
Повесть «Кирпичи» экранизирована, фильм вышел в прокат под названием «Тренинг личностного роста». Фильм «Тренинг личностного роста» казахстанского режиссёра Фархата Шарипова, снятый по роману «Кирпичи 2.0», получил Гран-при 41-го Международного московского кинофестиваля (ММКФ).

### Критика
История Данияра похожа на историю Золушки-писателя. В 2005 году его повесть «Кирпичи» буквально взорвала Рунет. А история начиналась очень просто: Данияр написал несколько глав повести «Кирпичи» и выслал редактору одного популярного ресурса. Редактору повесть понравилась, и он стал публиковать её по частям. В Рунете она произвела эффект разорвавшей бомбы.
Более 2,5 миллионов человек прочитали ее, а молодой автор Данияр Сугралинов неожиданно даже для всех стал «Лучшим автором-прозаиком 2005 года» и одним из первых тысячников Живого Журнала из Казахстана.
Самые яркие имена у нас – это ... Данияр Сугралинов, у которого большим тиражом вышло несколько книг, они переводятся на английский язык, вошли уже в какие-то ТОПы.
… внутри Казахстана, в своей среде, не хватает каких-то литературных институций, книгоизданий, литературной критики, экспертного сообщества. Да и сама аудитория на самом деле маленькая, потому что население Казахстана небольшое. И поэтому сложно казахстанскому автору достигать какого-то успеха, опираясь только на казахстанскую аудиторию, и выстраивать свою стратегию, свой план достижения какого-то успеха только на казахстанских институциях. И опыт успешных казахстанских авторов это как раз-таки подтверждает. … Данияр Сугралинов тоже вышел на широкую аудиторию благодаря интернету, вышел на аудиторию именно российскую, сейчас выходит на западную аудиторию на английском языке.

## Личная жизнь
- Первый брак длился 6 лет.
  - Дети от этого брака:
    - Сын: Артемий (род. 2005), проживает с отцом.
    - Дочь: Дарина (род. 2006), проживает с матерью.
- Женат вторым браком с 2008 года[18]; жена Елена — художник.
  - Сын: Кенес (род. 2011).

Жил по несколько лет в Москве, Астане, Алматы, Дубае. Проживает в Орландо, Флорида, США.

## Интересные факты
- Книга «99 мир» вначале была выпущена под псевдонимом Ворген Мрачный[20][21]. Сам автор объясняет это тем, что Книга называется «Девяносто девятый мир», и это совсем другая история – немного в другом жанре и стилистике (именно потому и псевдоним).
- «Жатву душ» я задумывал лет десять назад, ещё когда даже не думал о писательстве. Просто мечталось написать что-то подобное… Завязка довольно банальна для жанра: «Популярный тропический курортный остров. Главный герой… осознаёт, что вокруг — зомби… Отломанная ножка стула становится первым оружием, а поиски жены — первой задачей… Нет, всё-таки второй, — ведь сначала нужно просто выжить»[22]…Данияр Сугралинов